# Viborgs läns fördubblingskavalleriregemente
Viborgs läns fördubblingskavalleriregemente  var ett kavalleriförband inom svenska armén som verkade i åren 1700–1709.

## Historik
Regementet tillhörde armén Finland. 1701 förenades det med Viborgs tremänningar ur Äbo, Nylands och Viborgs tremänningsregemente till häst. 1702 var styrkan 484 man. 1708 var styrkan 800 man och var förlagd i Ingermanland. Efter att Viborgs läns kavalleriregemente kapitulerat efter slaget vid Poltava övertog fördubblingsregementet från 1709 funktionen som ordinarie regemente och tillhörde därefter armén i Finland. Regementet deltog i det norska fälttåget 1718 där det ingick i general Armfelts avdelning om 7 500 man, som i augusti 1718 gick in i Norge från Jämtland.

## Förbandschefer
- 1703-1705 Adam Gustaf Mühl
- 1706-1707 Anders Torstenson
- 1707-1709 Carl Gustaf Armfeldt